# Grove (Oklahoma)
Grove è un comune degli Stati Uniti d'America, situato in Oklahoma, nella contea di Delaware.